# 今井武夫
今井 武夫（いまい たけお、1898年〈明治31年〉2月23日 - 1982年〈昭和57年〉6月12日）は、日本の陸軍軍人。最終階級は少将。

## 盧溝橋事件まで
長野県上水内郡朝陽村（現長野市）の自作農今井熊太郎の六子のうち末子・四男として生まれた。1915年（大正4年）、（旧制）長野中学校を卒業（15回生）。六年制になったばかりの尋常小学校初の卒業生で、早生まれのため、高等小学校卒業生の多かった長野中学卒業生の中で今井は2番目に若かった。1918年（大正7年）、陸軍士官学校（30期、兵科は歩兵）を、1928年（昭和3年）、陸軍大学校（40期）をそれぞれ卒業。
陸大卒業以降、フィリピンに出征した約1年間を除き、日中戦争期間中、和平工作に従事した。1931年（昭和6年）9月、参謀本部支那班勤務となった大尉時代に、満州事変（柳条湖事件）が発生。橋本虎之助参謀本部第二部長（少将）、遠藤三郎作戦課員（少佐）、西原一策陸軍省軍務局軍事課員（少佐）と4人で、陸軍中央部から調査団として奉天の関東軍司令部に派遣され、現地で石原莞爾中佐の権勢を見せつけられた。
1931年末から1年半、中国研究員を命ぜられ、単身中国に渡り、北平（北京）・天津・上海・広東駐在の陸軍を手伝い、その後半年近く参謀本部付のまま、奉天の特務機関員を務めた。この間、暇をみつけては中国各地を旅行した。1933年（昭和8年）9月、奉天にいた今井は、田代皖一郎憲兵隊司令官の訪問を受け、「支那大陸を南北にわたって、お前ほど根気よく理解しようとしている者は少ない」と言って褒められている。同年末に東京参謀本部に戻った。1935年（昭和10年）12月に、大使館付陸軍武官補佐官、通称北京武官となり、家族と中国に赴任。
1937年（昭和12年）7月7日、北平郊外での盧溝橋事件に遭遇。不拡大派だった今井は、中国側と現地交渉を行い7月11日一時的停戦に成功。しかし同日、内地で近衛文麿内閣が出兵を決定し、中国での停戦は一時的なものとなり、事変は決着せず拡大した。同年末帰国し、参謀本部支那班長、次いで支那課長となる。陸軍大学校兵学教官も兼務した。

## 日中和平工作
今井は中国の要人と親しく、1936年に孔祥熙別邸で喜多誠一、雨宮巽、蔣介石、高宗武、銭大鈞とともに並んでいる写真もある。今井は冀察政務委員会の宋哲元、秦徳純、張自忠などの中国側の要人と盧溝橋事件で現地解決を勤めた。日中が全面戦争状態になると、国民党の汪兆銘との和平工作（汪兆銘工作）を、影佐禎昭中将（谷垣禎一衆議院議員の外祖父）らとともに担当。汪兆銘本人が期待したほど、中国国内から和平支持勢力が得られなかった。今井は南京に成立した汪兆銘政権の和平作業の補完として、1939年（昭和14年）9月、志願して南京の支那派遣軍参謀（一時期、報道部長兼務）として、重慶の抗日蔣介石政権との直接交渉「桐工作」などの和平工作に当る。

## 桐工作
日中戦争打開のために、極秘で1939年から始まった和平工作である。汪兆銘工作は、汪の地盤と見られていた東南諸軍の呼応が無く、結局日本占領地下での政権樹立という方針に転換した時に、汪らはこの政権が日本の傀儡となるのではないかという強い危惧を抱いたが、同時に日本にとって期待する全面和平への障害となるか、促進になるのか疑問でもあった。また汪兆銘工作は対日和平派であった高宗武と陶希聖も条件の過酷である事を批判し離脱してしまった。結局、工作を推進していた今井は、汪政権の樹立に力を尽くすと同時に蒋介石の重慶政権との和平こそが最終的な日中和平に繋がると見て、1939年12月末、蒋介石夫人宋美齢の弟の宋子良との接触を開始した。翌年の宋子良との会談で、正式な和平会議の前提を論議する、日中両国私的使節による予備会談を持つ事に決定。今井はこれを閑院宮参謀総長、畑俊六陸相に報告し、さらに昭和天皇へ上奏がなされた。
参謀本部と陸軍省はこの工作を「桐工作」と命名し、宋子良の提議通り予備会談を開催し、臼井茂樹大佐・今井武夫大佐・鈴木卓爾中佐らを代表とした。会談は香港でおこなわれたが、満州国承認問題をめぐって揉め、正式回答6月に再度会談が廈門でもたれた。日本は汪兆銘・蒋介石政府の合作を日本が仲介する事、蔣介石・汪兆銘・板垣征四郎の会談を要求したが、宋は蔣の出席は難しいと言い場所は長沙を指定した。7月末、重慶政府からもたらされた回答は、汪・蔣合作に関し、日本は口出しせぬ事などを始めとして、近衛第一次声明（「国民政府を対手とせず」）の内容撤回などを回答してきた。また、日本側においても政変があり、米内光政内閣が更迭されて第二次近衛文麿内閣が成立、新陸相の東條英機は桐工作に冷淡であった。9月に宋は重慶政府内で懸案となっているのは満州国承認と日本軍の駐兵問題で、「懸案の二件は日華和平実現の癌なれば、日本側にて譲歩する以外、和平実現の見込みなし」と断言し、9月27日、支那派遣軍は桐工作を中止するに至った。
その後も「汪・蔣政権の合作」「非併合・非賠償」「中国の独立」をもとにした条件が行われたが、蔣介石は中国本土への日本軍の防共駐屯には断固反対し、一方東條英機も日本軍の無条件撤退に断固反対した。1941年には仏印進駐で日本に対して石油が禁輸になり、戦争回避のために日米交渉が持たれたが、11月にはハルノートを提示され、日米開戦に至った。
石井秋穂中佐によれば、蒙疆・華北への駐兵に固執したのは、対米交渉の破綻が目的ではなく、アメリカは華北の共産化の危機を理解するであろうという期待の故であったという。中国の共産化と対米戦争とは陸軍が最も避けたかった事態であり、中国の共産化を防ぐために駐兵に固執した事が、逆に対米開戦を招く事になった。

## フィリピン時代
折からの日独伊三国同盟締結の影響などもあり「桐工作」は失敗。第14軍（本間雅晴軍司令官）隷下でマニラ占領後の警備集団として編成された第65旅団隷下の福山編成歩兵第141連隊連隊長として今井は赴任。太平洋戦争開始とともに、フィリピンに出征。第141連隊は貧弱な装備ながらも、バターン半島で待ち構えていた米比軍と戦い、かなりの損害を出したが、サマット山の支山で戦略要地のリマイ山を占領して、本間雅晴軍司令官からバターン攻略戦で第65旅団唯一の賞詞を受ける。
この間に参謀辻政信が発したといわれる千余名の米・比人捕虜の処刑命令に抗して、今井は捕虜を武装解除させたのち、逃している。この後、今井はマニラの防衛司令官として数ヶ月、中部ルソン島の戡定（かんてい）作戦 に従事した。

## 大東亜省時代
1942年（昭和17年）11月から、新設された大東亜省参事官として、同郷長野の青木一男初代大東亜相のもと、1年9ヶ月間、南京の汪兆銘国民政府の自主性を尊重、かつ、日本軍官の政治干渉を控えさせるなどの対中国政策の推進をはかるなどした。

## 支那派遣軍、終戦
1944年（昭和19年）8月、支那派遣軍に戻り、総参謀副長兼中国大使館付駐在武官（陸軍少将）となる。終戦1ヶ月前に軍服を中国服に変えて、敵地の河南省に飛び、何柱国上将（大将）と最後の和平工作を行った。大本営も狂喜したというが、時すでに遅く敗戦となり、岡村寧次大将らと南京で日中戦争終焉の場（受降式）に立ち会った。

## 終戦処理
1945年（昭和20年）8月、日本政府による連合軍のポツダム宣言受諾後、岡村寧次支那派遣軍司令官の指示を受け、8月21日に終戦予備交渉のため、中国側が指定した湖南省の芷江（しこう）の地に赴き、中国軍の何応欽総司令たちと支那派遣軍の停戦交渉を行った。9月9日南京で行われた支那派遣軍の受降式直後、「今井は戦犯でない」と何応欽上将から明言された今井は、約1年半南京に残留し、総連絡班長として、日本軍将兵の復員や中国側から戦犯指定を受けた者の援護活動に従事し、日中戦争の後始末を行った。
中国との終戦処理は、蔣介石の「徳を以って怨みに報いる」方針に支えられ、それまで今井が中国との交渉過程で培った人間関係もあって、かなり順調に推移した。200万人とも言われる将兵の大陸からの引き揚げは、ソ連に侵攻された満州と異なり、比較的スムーズに行われた。勳二等瑞宝章受章。
1948年（昭和23年）1月、公職追放の仮指定を受けた。

## 家庭人として
妻きみ子との間に3男2女を儲けた。大変子煩悩だったが、長男（宏）は小学校入学前の1935年（昭和10年）に6歳で病死し、次男（信夫）も1952年（昭和27年）、麻布高等学校2年（17歳）の時にクモ膜下出血により死去した。
1953年度及び1954年度には、次女（孝子）と三男（貞夫）が通学した東京都中野区立塔山小学校のPTA会長を務めた。在任中、中野区内の公立小学校ではいち早く水泳プールを開設するよう運動し、実現させた。1954年3月のプール開設式は、1,500m自由形世界記録保持者だった古橋広之進を招待して盛大に行った。
戦後友人たちに勧められて、戦時の活動を回顧し、その記録を上梓した。また、東京の自宅の仏壇に、フィリピン戦線で死去した部下たちの名簿を納め、併せて日中戦争で死去した関係者たちの慰霊のため、よく読経して過ごした。次女孝子の病死（1981年）のショックもあって、1982年（昭和57年）6月12日に84歳で死去。墓は多磨霊園にある。
2009年（平成21年）9月4日に何応欽の長女麗珠と今井の三男貞夫と長女俊子が今井の生地・長野市で初めて対面した。両遺族は涙ぐんで喜び合い、平和を希求した父たちの思い出を語り合った。
2012年4月16日、長野市松代町豊栄にある明徳寺に、長野市の市民団体が中心となり、長野中学校同窓の栗林忠道と今井の顕彰碑が建立された。貞夫は、「父今井武夫は、硫黄島で戦死なされた栗林大将ほど、世に知られてはいない。然し、今回の顕彰碑建立は、父同様に日中和平に献身したが、世に知られること少なく、殉じた人たちの鎮魂にもつながるものと思う」と述べ、市民団体に感謝した。

## 史料・刊行文献
- 『近現代史料・関係文書目録 10 今井武夫関係文書目録』近代日本史料研究会、2007年8月

5000点以上の史料を自宅に遺した。その主な史料表題
- 今井貞夫『幻の日中和平工作　軍人今井武夫の生涯』高橋久志監修・解説、中央公論事業出版、2007年11月

三男で史料を編纂・整理、史料の補完を兼ねた伝記。序文：伊藤隆（研究会代表）
- 広中一成『日中和平工作の記録　今井武夫と汪兆銘・蔣介石』彩流社、2013年7月

今井貞夫が提供した写真資料約400点を主に使用

## 著書
- 『支那事変の回想』みすず書房、1964年。新版1980年ほか。
  - 『日中和平工作 回想と証言 1937－1947』みすず書房、2009年3月。高橋久志・今井貞夫解説

加筆・訂正した遺したメモや証言テープをもとに増補改題
- 『昭和の謀略』原書房、1967年
  - 『昭和の謀略　スパイ戦史シリーズ6』朝日ソノラマ文庫、1985年
- 『近代の戦争 5 中国との戦い』人物往来社、1966年。

証言
- 「実らず 日中和平工作」『昭和史探訪3 太平洋戦争前期』 番町書房 1975年、角川文庫 1985年
- 通訳を務めた木村辰男と共に「支那派遣軍の降伏 芷江会談」『証言・私の昭和史5 終戦前後』 
學藝書林 初版1969年。旺文社文庫、文春文庫で再刊。上記2冊は、各三国一朗によるインタビュー

## 今井武夫が登場する作品
- 上田早夕里『ヘーゼルの密書』（2021年1月 光文社）